# Bhātāpāra
Bhātāpāra är en ort i Indien.   Den ligger i distriktet Raipur och delstaten Chhattisgarh, i den centrala delen av landet, 900 km sydost om huvudstaden New Delhi. Bhātāpāra ligger 275 meter över havet och antalet invånare är 51 751.
Terrängen runt Bhātāpāra är mycket platt. Runt Bhātāpāra är det ganska tätbefolkat, med 230 invånare per kvadratkilometer. Det finns inga andra samhällen i närheten. I omgivningarna runt Bhātāpāra växer huvudsakligen savannskog.